# جائزة فرنسا الكبرى 1961
جائزة فرنسا الكبرى 1961 هو سباق فورمولا 1 أقيم بتاريخ 2 يوليو 1961 في رانس، فرنسا. كان الرابع من أصل 8 في بطولة العالم لسباقات الفورمولا واحد موسم 1961. حلّ الإيطالي جيانكارلو بوغاتي أولا بينما جاء دان جورني في المركز الثاني وحصل على المركز الثالث البريطاني جيم كلارك.